# Diptychophora kuhlweinii
Diptychophora kuhlweinii là một loài bướm đêm trong họ Crambidae.